# Capoeta baliki
Capoeta baliki är en fiskart som beskrevs av Turan, Kottelat, Ekmekçi och Imamoglu 2006. Capoeta baliki ingår i släktet Capoeta och familjen karpfiskar. Inga underarter finns listade.